# 歌原奈緒
歌原 奈緒（うたはら なお、1986年5月23日 - ）は、日本のタレント、気象予報士。オフィスコットン所属。内閣府「災害被害を軽減する国民運動」サポーター。

## 来歴
千葉県木更津市出身。幼少時は1年間アメリカ合衆国に住んでいた経験がある。
子役時代は『歌原奈緒子』名義で、舞台『アニー』のシンシア役で出演するなど活躍した。
東京学芸大学附属高等学校、慶應義塾大学環境情報学部卒業。学生時代はアメリカ・オハイオ州に留学経験がある。大学在学中からモデルの活動をしていた。
2009年4月より、番組は何度か変わったものの、テレビ朝日の土曜朝の情報番組にて気象キャスターとして出演し続けている。

## 人物
- 俳人正岡子規は遠縁である（子規の母方の祖母が歌原家の出身）[2]。本人は「お爺ちゃんの従兄弟」と説明する[3]。
- 気象予報士、英語検定準1級、漢字検定2級、エコ検定、日本サッカー協会4級審判員、野菜ソムリエ、防災士の資格がある[2]。

## 出演

### TV
- スポーツマンNo.1決定戦　レポーター (TBS)
- SASUKE　リポーター(TBS)
- ドラマ 結婚披露宴〜人生最悪の3時間〜　レギュラー（フジテレビ）
- BSブランチ　2006年度レギュラー (BS-i)
- 水戸黄門　36部最終回　ゲスト出演 (TBS)
- 熱血!平成教育学院　ゲスト（フジテレビ、2009年2月8日）
- easy sports ゲストランナー（テレビ朝日、2009年8月17日-8月21日）
- やじうまプラス（テレビ朝日、2009年4月-9月土曜日の天気担当、2009年9月14日-18日と2010年3月8日-12日には加藤真輝子アナが休暇のため代理で天気を担当）
- 地球まるごとTV（テレビ朝日、2009年10月 - 2010年3月の天気担当）
- やじうまサタデー（テレビ朝日、2010年4月 - 9月の天気担当）
- 良好生活研究所 (テレビ朝日、不定期出演)
- 土曜時代劇 隠密八百八町 第6話 奥女中役（NHK、2011年2月12日）
- ペケポン　ゲスト（フジテレビ、2011年3月4日）
- ネプリーグ（フジテレビ、2011年9月5日）
- やじうまテレビ! 土曜天気キャスター（2010年10月9日 - 2011年9月24日）

現在出演中
- テレビ朝日ウェブ番組「トレナビ」レポーター

### ラジオ
- チャイム!（エフエムナックファイブ） - 毎週金曜日『歌のはな歌!』『歌の天気予報』コーナー（2009年3月まで）
- 歌原奈緒のエコなび！（高知放送、山梨放送、山口放送、茨城放送、南日本放送、IBC岩手放送 <2011年10月から>、岐阜放送 <2011年10月まで>）
  - 2013年4月より木戸口ななに交代（西日本放送の放送分から）

### CM
- NTTコミュニケーションズ cocoaギガストレージ
- カネボウ（中国地方　雑誌版）
- サントリー酒類（ザ・プレミアム・モルツ）
- ランゲージ・チャンネル（ゴガク・オン・デマンド）
- いちやまマート
- 千葉銀行イメージキャラクター。「未来を育む宣言」に出演

### 雑誌
- オリコン 「デビュー」
- 講談社 「ＫＩＮＧ」
- デジタルTVガイド